# Scottish National League 2007/08
Die Saison 2007/08 war die Austragung der höchsten schottischen Eishockeyliga, der Scottish National League. Die Ligadurchführung erfolgt durch die Scottish Ice Hockey Association, den schottischen Verband unter dem Dach des britischen Eishockeyverbandes Ice Hockey UK.

## Modus
Alle Mannschaften spielten eine einfache Runde mit Hin- und Rückspiel.

## Hauptrunde
| Platz | Mannschaft                         | Spiele | S | U | N | Tore  | Punkte |
| ----- | ---------------------------------- | ------ | - | - | - | ----- | ------ |
| 1.    | Scottish Warriors (Schottland U20) | 10     | 7 | 1 | 2 | 45:25 | 15     |
| 2.    | Dundee Tigers                      | 10     | 6 | 2 | 2 | 29:18 | 14     |
| 3.    | Aberdeen Lynx                      | 10     | 6 | 0 | 4 | 36:48 | 12     |
| 4.    | Dundee Comets                      | 10     | 3 | 2 | 5 | 40:52 | 8      |
| 5.    | Moray Typhoons                     | 10     | 3 | 1 | 6 | 48:44 | 7      |
| 6.    | Nordirland                         | 10     | 2 | 0 | 8 | 15:26 | 4      |